# Alexander Hardcastle
Alexander Hardcastle (Londra, 25 ottobre 1872 – Agrigento, 27 giugno 1933) è stato un mecenate, archeologo dilettante e capitano della Royal Navy britannico.
Ha frequentato l'Harrow School e vinto la medaglia d'oro Neeld per la matematica nel 1890, già vinta nel 1886 dal fratello Joseph Alfred.
Ha fatto parte del corpo dei Royal Engineers fino al 1907.

## Biografia
Alexander Hardcastle era figlio di Henry e Maria Sophie Hardcastle Herschel, figlia di John Herschel. Dal 1892 ha prestato servizio nella Royal Navy britannica. Durante la guerra anglo-boera è stato premiato con due Medaglie.
Nel 1903 fu promosso capitano e trasferito in pensione nel 1907. Fu poi richiamato in servizio nel 1914 a causa dello scoppio della Prima Guerra Mondiale.
All'inizio del XX secolo venne in Sicilia e si stabilì ad Agrigento usando la sua ricchezza per l'esplorazione dei locali siti archeologici da finanziare. Permise gli scavi archeologici all'interno del parco, tra cui il raddrizzamento delle otto colonne sul lato sud del tempio di Eracle.
Per i suoi contributi all'archeologia Sir Alexander Hardcastle è stato nominato cittadino onorario della città di Agrigento, con la concessione del grado di Commendatore dell'Ordine della Corona d'Italia.